# Liste der Naturdenkmale in Obergröningen
| Naturdenkmale | Anzahl |
| ------------- | ------ |
| FND           | 4      |
| END           | 5      |
| Gesamt        | 9      |

Die Liste der Naturdenkmale in Obergröningen nennt die verordneten Naturdenkmale (ND) der im baden-württembergischen Ostalbkreis liegenden Gemeinde Obergröningen. In Obergröningen gibt es insgesamt neun als Naturdenkmal geschützte Objekte, davon vier flächenhafte Naturdenkmale (FND) und fünf Einzelgebilde-Naturdenkmale (END).
Stand: 1. November 2016.

## Flächenhafte Naturdenkmale (FND)
| Name                                   | Bild | Kennung     | Einzelheiten  | Position | Fläche Hektar | Datum |
| -------------------------------------- | ---- | ----------- | ------------- | -------- | ------------- | ----- |
| Ehemalige Sandgrube östlich Herrenfeld | BW   | 81360490005 | Obergröningen | ⊙        | 0,6           |       |
| Feuchtgebiet am Rötenbach              | BW   | 81360490008 | Obergröningen | ⊙        | 0,5           |       |
| Tuffquelle bei Obergröningen           | BW   | 81360490009 | Obergröningen | ⊙        | 0,2           |       |
| Tümpel beim Brandhof                   | BW   | 81360490002 | Obergröningen | ⊙        | 0,0           |       |
| Legende für Naturdenkmal               |      |             |               |          |               |       |

## Einzelgebilde (END)
| Name                              | Bild | Kennung     | Einzelheiten  | Position | Fläche Hektar | Datum |
| --------------------------------- | ---- | ----------- | ------------- | -------- | ------------- | ----- |
| 1 Hoflinde in Obergröningen       | BW   | 81360490004 | Obergröningen | ⊙        | 0,0           |       |
| 1 Lärche in Fach                  | BW   | 81360490006 | Obergröningen | ⊙        | 0,0           |       |
| 1 Linde bei Fach                  | BW   | 81360490003 | Obergröningen | ⊙        | 0,0           |       |
| 1 Linde in Fach                   | BW   | 81360490007 | Obergröningen | ⊙        | 0,0           |       |
| 2 Eichen, 2 Linden bei Algishofen | BW   | 81360490001 | Obergröningen | ⊙        | 0,0           |       |
| Legende für Naturdenkmal          |      |             |               |          |               |       |